# Bohumil Eiselt
Jan Bohumil Eiselt, též Jan Nepomuk Eiselt (29. srpna 1831 Polička – 22. srpna 1908 Smíchov), byl český lékař.

## Život
Narodil se jako Johann Nepomuk Gottlieb Eiselt 29. srpna 1831 v Poličce. Jeho otcem byl pražský rodák doktor Jan Nepomuk Eiselt (1805–1868), absolvent filozofické a lékařské fakulty Karlo-Ferdinandovy univerzity a ve své době známý lékař, autor vlastivědných a historických prací psaných německy a entomolog. Bohumilovou matkou byla Kateřina (1810– 1887), rozená Lamačová, dcera obchodníka Jana Lamače.
Byl profesorem chirurgie a patologie a později i docentem speciální patologie 1. lékařské kliniky a primář 1. oddělení. Byl také porodník. Byl prvním českým učitelem lékařské fakulty v Praze, po své habilitaci přednášel výhradně česky. Navrhl, a za podpory J. E. Purkyně, založil první český lékařský vědecký časopis (Časopis lékařův českých) (1862), stal se sekretářem spolku a prvním vědeckým redaktorem tohoto časopisu. Usiloval o vydání velkého českého lékařského kompendia, které se podařilo uskutečnit až v roce 1878, kdy vyšel pod jeho redakcí první sešit "Odborné Pathologie a Therapie" (celkem pět dílů, šestý je nedokončen). Stal se členem "Královské české společnosti nauk" a dalších vrcholných vědeckých institucí. V roce 1871 založil první českou lékařskou interní kliniku v dnešní Všeobecné fakultní nemocnici v Praze.

## Dílo
- Odborná Pathologie a Therapie (1878)

## Galerie
- Bohumil Eiselt v roce 1880
- Pamětní deska na Malé Straně
- Matriční záznam o narození Bohumila Eiselta